# Emma (1996)

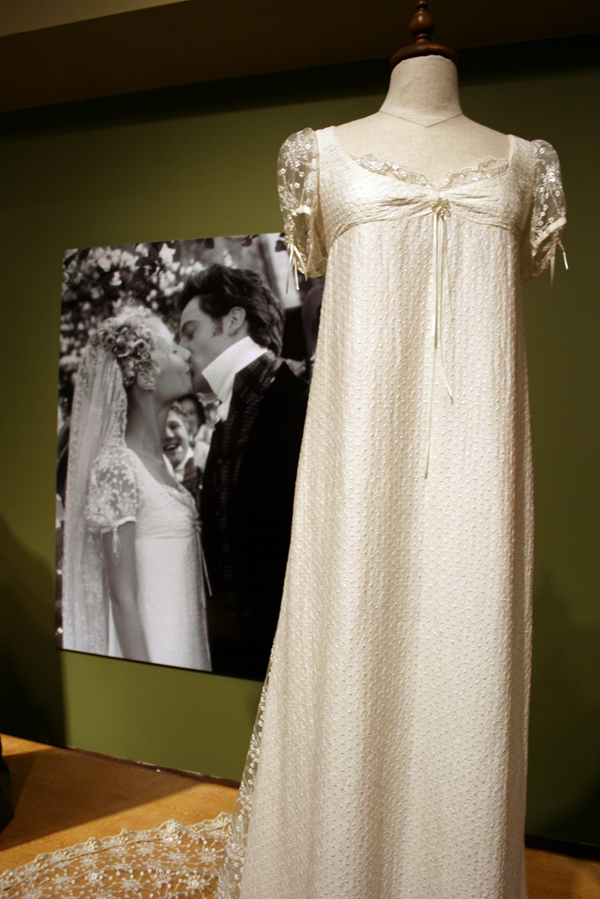
Jurk van Gwyneth Paltrow in Emma

Emma is een kostuumfilm annex romantische komedie uit 1996 van Douglas McGrath met in de titelrol Gwyneth Paltrow. De film is gebaseerd op het gelijknamige boek van Jane Austen.

## Verhaal
De film speelt zich af in het Engeland van de vroege 19e eeuw. Net als in Austens boek is titelheldin Emma Woodhouse (Gwyneth Paltrow) een slimme en knappe maar naïeve jonge vrouw uit een welgesteld milieu die zichzelf ziet als geboren koppelaarster, terwijl ze ervan overtuigd is dat ze zelf nooit zal trouwen. In de waan verkerend dat het door haar hulp komt dat haar voormalige gouvernante mevrouw Taylor gaat trouwen met weduwnaar Weston, besluit ze om nu haar nieuwe vriendin Harriet (Toni Collette) te koppelen aan dominee Elton (Alan Cumming), die echter later Emma zelf zijn liefde betuigt.

## Rolverdeling
| Acteur          | Personage                 | Opmerkingen                   |
| --------------- | ------------------------- | ----------------------------- |
| Gwyneth Paltrow | Emma Woodhouse            |                               |
| Toni Collette   | Harriet Smith             |                               |
| Greta Scacchi   | Anne Taylor, later Weston | Emma's voormalige gouvernante |
| James Cosmo     | Mr. Weston                |                               |
| Ewan McGregor   | Mr Frank Churchill        |                               |
| Alan Cumming    | Mr. Elton                 | dominee                       |
| Jeremy Northam  | Mr. Knightley             |                               |

## Productie
McGrath wilde oorspronkelijk Austens roman verfilmen in een hedendaagse setting, maar moest daar van afzien toen bleek dat de op hetzelfde concept gebaseerde film Clueless al in productie was.